# 梁敦懷
梁敦懷，清朝政治人物。
嘉庆十三年三月二十五，由四川茶盐道道员升任廣西按察使。嘉庆十三年十一月十六（1809年1月1日），同云南按察使互调。